# ¡García!
¡García! es una serie de televisión española de acción y comedia política producida por Zeta Studios para HBO Max. Está basada en la novela gráfica ¡García! de Santiago García y Luis Bustos y es la primera serie española de HBO bajo la marca Max Original.
Está protagonizada por Veki G. Velilla, Francisco Ortiz, Emilio Gutiérrez Caba, Francisco Reyes, Daniel Freire, Nico Romero, Helio Pedregal, Mario Pardo, Micky Molina, Marina Gatell, Pepe Ocio y Silvia Abascal. Se estrenó el 28 de octubre de 2022.

## Sinopsis
La serie nos traslada a una España actual en la que Antonia (Veki Velilla), una periodista de investigación, se ve envuelta en una conspiración para acabar con la democracia. Antonia da con la existencia de un superagente criogenizado, García (Francisco Ortiz), creado en un laboratorio en los años 50 por los servicios secretos del general Franco. Es un soldado perfecto que se encontrará al despertar con un mundo muy distinto al que recuerda. Unidos por el azar se verán obligados a intentar parar la recién descubierta conjura política que amenaza con acabar con la democracia en favor de una nueva y brutal dictadura.

## Reparto

### Reparto principal
- Francisco Ortiz como García
- Veki G. Velilla como Antonia Ortiz
- Emilio Gutiérrez Caba como Don Jaime Ortiz Expósito
- Francisco Reyes como Winters

### Reparto secundario
- Daniel Freire como Neffenberg (Episodio 2; Episodio 5 - Episodio 6)
- Silvia Abascal como Catalina Bellido + (Episodio 1; Episodio 4)
- Andrés Gertrúdix como Manolo + (Episodio 1 - Episodio 5)
- Diego Martín como Pablo Rodero (Episodio 1 - Episodio 4; Episodio 6)
- Nico Romero como Ricardo "Riki" (Episodio 1 - Episodio 6)
- Pepe Ocio como Gabriel Hernando (Episodio 1 - Episodio 4)
- Marina Gatell como Silvia (Episodio 1 - Episodio 6)
- Juan Ventas como Ortiz (joven) (Episodio 1 - Episodio 6)
- Arturo Querejeta como Aquilino (Episodio 2 - Episodio 3)
- Mario Pardo como Chencho (Episodio 1 - Episodio 6)
- Helio Pedregal como Barea (Episodio 2 - Episodio 6)
- Diana Gómez como Felicidad "Feli" Martínez (joven) / Julia Casas Martínez (Episodio 1 - Episodio 4; Episodio 6)
- Joaquín Notario como Rodrigo Lavilla (Episodio 3 - Episodio 5)
- Miguel Molina como Benito (Episodio 1 - Episodio 6)
- Luis Iglesia como Presidente Francisco Seijas (Episodio 1- Episodio 6)

con la colaboración especial de
- Lola Herrera como Felicidad "Feli" Martínez + (Episodio 3-4)

## Episodios
| N.º | Título       | Dirigido por | Escrito por                   | Fecha de lanzamiento original |
| --- | ------------ | ------------ | ----------------------------- | ----------------------------- |
| 1   | «Capítulo 1» | Eugenio Mira | Sara Antuña y Carlos de Pando | 28 de octubre de 2022         |
| 2   | «Capítulo 2» | Eugenio Mira | Sara Antuña y Carlos de Pando | 28 de octubre de 2022         |
| 3   | «Capítulo 3» | Eugenio Mira | Sara Antuña y Carlos de Pando | 4 de noviembre de 2022        |
| 4   | «Capítulo 4» | Eugenio Mira | Sara Antuña y Carlos de Pando | 11 de noviembre de 2022       |
| 5   | «Capítulo 5» | Eugenio Mira | Sara Antuña y Carlos de Pando | 18 de noviembre de 2022       |
| 6   | «Capítulo 6» | Eugenio Mira | Sara Antuña y Carlos de Pando | 25 de noviembre de 2022       |